# Grupo de Expertos de las Naciones Unidas en Nombres Geográficos
El Grupo de Expertos de las Naciones Unidas en Nombres Geográficos (UNGEGN, siglas en inglés), es un órgano colegiado y consultivo creado por el secretario general de la ONU para dar cumplimiento a la resolución 715 A (XXVII) del 23 de abril de 1959 del Consejo Económico y Social. 

## Objetivos
El objetivo del Grupo de Expertos es lograr la uniformidad de los nombres geográficos, tomando a consideración los problemas técnicos generales y regionales de los países participantes. Se han elaborado guías y procedimientos —principalmente lingüísticos— que puedan ser seguidos para la normalización de los nombres propios de los distintos países. Una vez que se establecieron los procedimientos en 1960, se presentó un informe al Consejo Económico y Social, sobre la conveniencia de celebrar la primera Conferencia de las Naciones Unidas sobre la Normalización de Nombres Geográficos. La ONU patrocinó la formación de grupos de trabajo con expertos en sistemas lingüísticos y nombres geográficos. El secretario general de la ONU, invitó a los gobiernos de los países interesados, para que estos pusieran a disposición consultores que formaron los grupos de trabajo.
Se ha enfatizado la importancia de la normalización de nombres geográficos para elaborar planos cartográficos nacionales e internacionales, demostrando los beneficios que se pueden obtener a través de la normalización de los nombres geográficos. Para ello, se han estudiado y propuesto los principios, políticas y métodos para resolver los problemas de normalización nacional e internacional.

## Decisiones y principios
Las decisiones del Grupo de Expertos que se consensúan en las reuniones de trabajo, se presentan en la Conferencia de las Naciones Unidas sobre la Normalización de Nombres Geográficos que se celebra cada cinco años, cuando son aprobadas se presentan a su vez al Consejo Económico y Social como resolución y después como una petición a los Estados miembros para dar la publicidad más amplia posible a través de los medios de comunicación y canales adecuados como organizaciones profesionales, instituciones de investigación y científicos de enseñanza superior.
Como uno de los principios del Grupo de Expertos se estipula que las resoluciones tomadas por el Grupo, se deben considerar de carácter recomendatorio. Cuando se tratan cuestiones que afectan la soberanía nacional, estas no son debatidas por el Grupo de Expertos. 
El Grupo de Expertos respeta la Carta de las Naciones Unidas, así como las disposiciones siguientes:
- La normalización de los nombres geográficos deben basarse en los logros de la ciencia en relación con el tratamiento del lenguaje, los medios técnicos de procesamiento y la generación de datos toponímicos.
- La normalización internacional de los nombres geográficos se deben realizar de acuerdo a las normalizaciones nacionales de cada país.[2]

## Conformación
El Grupo está integrado por expertos en lingüística y geografía que han sido designados por los gobiernos de los países participantes. En un principio, se crearon 14 divisiones, después se integraron 150 expertos de 52 países, organizados en 22 divisiones geográficas y lingüísticas, hasta que en 2007 se determinó la necesidad de contar con una división de habla portuguesa, formando así 23 divisiones desde entonces.
Cada división nombra a sus coordinadores, cada país puede decidir a que división pertenecer, y cada experto puede ser invitado para asistir a las reuniones de otras divisiones. Para discutir cuestiones técnicas cada división puede organizar reuniones regionales durante la celebración de las Conferencias de las Naciones Unidas sobre la Normalización de los Nombres Geográficos, o bien, en cualquier momento que juzgue conveniente. Las divisiones actuales son:
| División                                                | Países integrantes | Presidente                         |
| ------------------------------------------------------- | --- | ---------------------------------- |
| División de África Central                              | Angola, Burundi, Camerún, Chad, Guinea Ecuatorial, Gabón, República Centroafricana, República del Congo, República Democrática del Congo, Ruanda y Santo Tomé y Príncipe.                                                        | Michel Simeu Kamdem (Camerún)      |
| División de África Oriental                             | Botsuana, Etiopía, Kenia, Lesoto, Madagascar, Malaui, Mauricio, Mozambique, Seychelles, Suazilandia, Sudán, Tanzania, Uganda, Yibuti, Zambia y Zimbabue.                                                                         | Nivo Ratovoarison (Madagascar)     |
| División de África Meridional                           | Botsuana, Lesoto, Madagascar, Malawi, Mozambique, Namibia, Suazilandia, Sudáfrica, Zambia y Zimbabue. |                                    |
| División de África Occidental                           | Benín, Burkina Faso, Cabo Verde, Costa de Marfil, Gambia, Ghana, Guinea, Guinea-Bissau, Liberia, Malí, Mauritania, Níger, Nigeria, Senegal, Sierra Leona y Togo.                                                                 | Claude Obin Tapsoba (Burkina Faso) |
| División Árabe                                          | Argelia, Egipto, Irak, Jordania, Kuwait, Líbano, Libia, Marruecos, Omán, Arabia Saudí, Sudán, Siria, Túnez, Emiratos Árabes Unidos y Yemen.                                                                                      | Maroun Kraish (Líbano)             |
| División de Asia Oriental (excepto China)               | Corea del Norte, Corea del Sur y Japón. | Ki-Suk Lee (Corea del Sur)         |
| División Asia Sudoriental y Pacífico Sudoccidental      | Australia, Bután, Brunéi, Camboya, Indonesia, Laos, Malasia, Birmania, Nueva Zelanda, Nauru, Papúa Nueva Guinea, Filipinas, Singapur, Sri Lanka, Tailandia, Estados Unidos, Vanuatu y Vietnam.                                   | Rudolf Matindas (Indonesia)        |
| Asia Sudoccidental (excepto países árabes)              | Afganistán, Azerbaiyán, Chipre, Irán, Pakistán, Turkmenistán y Turquía. | Yahya Djamour (Irán)               |
| División Báltica                                        | Estonia, Letonia y Lituania. | Aulë Kikas (Estonia)               |
| División Céltica                                        | Francia e Irlanda. |                                    |
| División China                                          | China | Liu Baoquan (China)                |
| División de Habla Neerlandesa y Alemana                 | Austria, Bélgica, Alemania, Países Bajos, Sudáfrica, Suiza y Surinam. | Peter Jordan (Austria)             |
| División de Europa Centrooriental y Sudoriental         | Albania, Bosnia y Herzegovina, Bulgaria, Croacia, Chipre, República Checa, Grecia, Hungría, Polonia, Serbia, Eslovaquia, Eslovenia, Macedonia del Norte, Turquía y Ucrania.                                                      | Zelko Hecimovic (Croacia)          |
| División Europa Oriental y Asia Septentrional y Central | Armenia, Azerbaiyán, Bielorrusia, Bulgaria, Kirguistán, Mongolia, Rusia, Ucrania y Uzbekistán. | V. Boginsky (Federación de Rusia)  |
| División Mediterráneo Oriental (excepto países árabes)  | Chipre e Israel. | Naftali Kadmon (Israel)            |
| División de Habla Francesa                              | Bélgica, Benín, Camerún, Canadá, Costa de Marfil, Yibuti, Francia, Guinea, Laos, Líbano, Luxemburgo, Madagascar, Malí, Mónaco, Rumanía, Santo Tomé y Príncipe y Suiza.                                                           | Pierre Jaillard (Francia)          |
| División de la India                                    | Bangladés, Bhután, India, Nepal y Pakistán. |                                    |
| División de América Latina                              | Andorra, Argentina, Bolivia, Brasil, Chile, Colombia, Costa Rica, Cuba, República Dominicana, Ecuador, El Salvador, Guatemala, Haití, Honduras, México, Nicaragua, Panamá, Paraguay, Perú, España, Surinam, Uruguay y Venezuela. | Susana Rodríguez Ramos (México)    |
| División Nórdica                                        | Finlandia, Islandia, Noruega, Suecia y Dinamarca. | Peder Gammeltoft (Dinamarca)       |
| División de Habla Portuguesa                            | Angola, Brasil, Cabo Verde, Guinea-Bisáu, Mozambique, Portugal, Santo Tomé y Príncipe y Timor del Este. | José Elías Mucombo (Mozambique)    |
| División Romano-Helénica                                | Bélgica, Canadá, Chipre, Francia, Grecia, el Vaticano, Italia, Luxemburgo, Moldavia, Mónaco, Portugal, Rumanía, España, Suiza y Turquía.                                                                                         | Andrea Cantile (Italia)            |
| División del Reino Unido                                | Guyana, Jamaica, Sudáfrica, Reino Unido y Nueva Zelanda. | David Munro (Reino Unido)          |
| División de los Estados Unidos y Canadá                 | Canadá y Estados Unidos. | Lou Yost (Estados Unidos)          |

## Sesiones del Grupo de Expertos en Nombres Geográficos
Independientemente a las conferencias que se celebran cada cinco años, el Grupo de Expertos se reúne normalmente cada dos años. Cuando las reuniones coinciden con las conferencias, el grupo sesiona en las fechas inmediatas anteriores y posteriores de las mismas:
- Nueva York, Estados Unidos, reunión celebrada del 20 de junio al 1 de julio de 1960.
- Nueva York, Estados Unidos, reunión celebrada del 21 de marzo al 1 de abril de 1966.
- Nueva York, Estados Unidos, reunión celebrada del 2 de febrero al 12 de febrero de 1971.
- Londres, Inglaterra, reunión celebrada del 9 de mayo al 1 de junio de 1972.
- Nueva York, Estados Unidos, reunión celebrada del 5 de marzo al 16 de marzo de 1973.
- Nueva York, Estados Unidos, reunión celebrada del 5 de marzo al 26 de marzo de 1975.
- Atenas, Grecia, reunión celebrada del 16 de agosto al 8 de septiembre de 1977.
- Nueva York, Estados Unidos, reunión celebrada del 26 de febrero al 9 de marzo de 1979.
- Nueva York, Estados Unidos, reunión celebrada del 17 de febrero al 27 de febrero de 1981.
- Ginebra, Suiza, reunión celebrada del 23 de agosto al 15 de septiembre de 1982.
- Ginebra, Suiza, reunión celebrada del 15 de octubre al 23 de octubre de 1984.
- Ginebra, Suiza, reunión celebrada del 29 de septiembre al 7 de octubre de 1987.
- Montreal, Canadá, reunión celebrada del 17 de agosto al 31 de agosto de 1987.
- Ginebra, Suiza, reunión celebrada del 17 de mayo al 26 de mayo de 1989.
- Ginebra, Suiza, reunión celebrada del 11 de noviembre al 19 de noviembre de 1991.
- Nueva York, Estados Unidos, reunión celebrada del 24 de agosto al 4 de septiembre de 1992.
- Nueva York, Estados Unidos, reunión celebrada del 13 de junio al 24 de junio de 1994.
- Ginebra, Suiza, reunión celebrada del 12 de agosto al 23 de agosto de 1996.
- Nueva York, Estados Unidos, reunión celebrada del 12 de enero al 23 de enero de 1998.
- Nueva York, Estados Unidos, reunión celebrada del 17 de enero al 28 de enero de 2000.
- Berlín, Alemania, reunión celebrada del 26 de agosto al 6 de septiembre de 2002.
- Nueva York, Estados Unidos, reunión celebrada del 20 de abril al 29 de abril de 2004.
- Viena, Austria, reunión celebrada del 28 de marzo al 4 de abril de 2006.
- Nueva York, Estados Unidos, reunión celebrada del 20 de agosto al 31 de agosto de 2007.
- Nairobi, Kenia, reunión celebrada del 5 de mayo al 12 de mayo de 2009.[8]

## División de América Latina y Comité Permanente
La División de América Latina fue parte de las primeras catorce divisiones que conformaron el Grupo de Expertos, está constituida por veintitrés países. Adicionalmente, los países americanos han organizado el Comité Permanente para la Infraestructura de Datos Geoespaciales de las Américas (CP-IDEA) con el objetivo primordial de establecer y coordinar políticas y normas técnicas para el desarrollo de infraestructura regional de datos geoespaciales de América. Está conformado por veinticuatro países: Argentina, Perú, Jamaica, Canadá, Venezuela, Bolivia, Paraguay, República Dominicana, Belice, Panamá, Honduras, El Salvador, Costa Rica, Nicaragua, Guyana, Uruguay, Ecuador, Colombia, Estados Unidos, México, Guatemala, Chile, Brasil y Cuba.

## Nombres de países
Durante la 16.ª sesión del Grupo de Expertos de las Naciones Unidas en Nombres Geográficos, celebrada en 1992, se establecieron los formas oficiales de los nombres de los países en los idiomas inglés, francés, español, ruso, chino, árabe, así como en el idioma local de cada uno de ellos. La última actualización a esta lista de nombres se realizó en octubre de 2007.  
Siendo las resoluciones del grupo de carácter recomendatorio, corresponde a cada país miembro seguir en mayor o menor medida esta lista para su difusión en organizaciones, medios de comunicación e instituciones de enseñanza y cultura.
Según las instituciones regulatorios de los idiomas, la UNGEGN carece de potestad de decidir las traducciones de palabras o componentes de nombres para los idiomas (a nivel lingüístico), ni tampoco su oficialidad (a nivel institucional). En español rigen los usos comunes y tradicionales, junto a las recomendaciones de las academias de la lengua y sus organismos divlugadores. La oficialidad que puede tener el nombre en español de un país en eventos y documentación dentro de las Naciones Unidas, no se adopta espontáneamente por los idiomas en sí, que tienen sus propias normativas, costumbres y entes reguladoras. Vocablos que tienen traducción en español, la mantienen en la mayoría de los casos también tras una modificación en el registro de la ONU, salvo cuando exista una tradición de uso de la palabra en este idioma. Aunque no se suelen adoptar de forma directa y espontánea modificaciones basadas en traducciones realizadas por entidades o Estados ajenos al idioma en sí, sí se tienen en cuenta casi siempre modificaciones de significado (como el caso de Macedonia del Norte y similares).